# Summer World University Games 2025/3×3-Rollstuhlbasketball
Bei den Summer World University Games 2025 wurden erstmals in der Geschichte der Veranstaltung zwei Turniere im Rollstuhlbasketball ausgetragen. Für beide Geschlechter fand jeweils ein Turnier in der 3×3-Variante statt. Die Spiele wurden in Bochum in der Jahrhunderthalle ausgetragen.

## Bilanz

### Medaillenspiegel
| Platz  | Land               | 00 | 00 | 00 | Gesamt |
| ------ | ------------------ | -- | -- | -- | ------ |
| 1      | Spanien            | 1  | 1  | –  | 2      |
| 2      | Deutschland        | 1  | –  | –  | 1      |
| 3      | Großbritannien     | –  | 1  | –  | 1      |
| 4      | Vereinigte Staaten | –  | –  | 2  | 2      |
| Gesamt | Gesamt             | 2  | 2  | 2  | 6      |

### Medaillengewinner
| Disziplin | Gold                                                                  | Silber                                                                                | Bronze                                                                          |
| --------- | --------------------------------------------------------------------- | ------------------------------------------------------------------------------------- | ------------------------------------------------------------------------------- |
| Männer    | SpanienAdrián García Pablo Lavandeira Ignacio Ortega Alejandro García | GroßbritannienJames Hazell Alexander Marshall-Wilson Shayne Humphries William Bischop | Vereinigte StaatenJack Pierre Joseph Rafter Ryan Fitzpatrick Martrell Stevens   |
| Frauen    | DeutschlandLisa Bergenthal Svenja Erni Lilly Sellak Catharina Weiß    | SpanienBeatriz Zudaire Sara Revuelta Sindy Ramos Naiara Rodríguez                     | Vereinigte StaatenAnesia Glascoe Hannah Exline Marlee Wagstaff Elizabeth Becker |

## Männerturnier

### Vorrunde

#### Gruppe A
| Platz | Nation             | Spiele | Siege | Ndlg. | Körbe |
| ----- | ------------------ | ------ | ----- | ----- | ----- |
| 1     | Vereinigte Staaten | 2      | 2     | 0     | 23:7  |
| 2     | Japan              | 2      | 1     | 1     | 15:17 |
| 3     | Brasilien          | 2      | 0     | 2     | 16:20 |

| 18. Juli 2025 12:20 Uhr |  | Japan | 8 – 6 (OT) | Brasilien | Jahrhunderthalle Schiedsrichter: Doris Korsman-Kaschmieder, Patricia Diez |
| 18. Juli 2025 12:20 Uhr |  |       |            |           | Jahrhunderthalle Schiedsrichter: Doris Korsman-Kaschmieder, Patricia Diez |
| 18. Juli 2025 12:20 Uhr |  |       |            |           | Jahrhunderthalle Schiedsrichter: Doris Korsman-Kaschmieder, Patricia Diez |
| 18. Juli 2025 12:20 Uhr |  |       |            |           | Jahrhunderthalle Schiedsrichter: Doris Korsman-Kaschmieder, Patricia Diez |

| 18. Juli 2025 13:35 Uhr |  | Vereinigte Staaten | 12 – 10 | Brasilien | Jahrhunderthalle Schiedsrichter: Pierre Charrier, Veronica Restuccia |
| 18. Juli 2025 13:35 Uhr |  |                    |         |           | Jahrhunderthalle Schiedsrichter: Pierre Charrier, Veronica Restuccia |
| 18. Juli 2025 13:35 Uhr |  |                    |         |           | Jahrhunderthalle Schiedsrichter: Pierre Charrier, Veronica Restuccia |
| 18. Juli 2025 13:35 Uhr |  |                    |         |           | Jahrhunderthalle Schiedsrichter: Pierre Charrier, Veronica Restuccia |

| 18. Juli 2025 17:20 Uhr |  | Japan | 7 – 11 (OT) | Vereinigte Staaten | Jahrhunderthalle Schiedsrichter: Pierre Charrier, Patricia Diez |
| 18. Juli 2025 17:20 Uhr |  |       |             |                    | Jahrhunderthalle Schiedsrichter: Pierre Charrier, Patricia Diez |
| 18. Juli 2025 17:20 Uhr |  |       |             |                    | Jahrhunderthalle Schiedsrichter: Pierre Charrier, Patricia Diez |
| 18. Juli 2025 17:20 Uhr |  |       |             |                    | Jahrhunderthalle Schiedsrichter: Pierre Charrier, Patricia Diez |

#### Gruppe B
| Platz | Nation         | Spiele | Siege | Ndlg. | Körbe |
| ----- | -------------- | ------ | ----- | ----- | ----- |
| 1     | Spanien        | 3      | 3     | 0     | 50:16 |
| 2     | Großbritannien | 3      | 2     | 1     | 36:26 |
| 3     | Deutschland    | 3      | 1     | 2     | 30:30 |
| 4     | Bulgarien      | 3      | 0     | 3     | 7:51  |

| 17. Juli 2025 12:20 Uhr |  | Großbritannien | 19 – 3 | Bulgarien | Jahrhunderthalle Schiedsrichter: Doris Korsman-Kaschmieder, Patricia Diez |
| 17. Juli 2025 12:20 Uhr |  |                |        |           | Jahrhunderthalle Schiedsrichter: Doris Korsman-Kaschmieder, Patricia Diez |
| 17. Juli 2025 12:20 Uhr |  |                |        |           | Jahrhunderthalle Schiedsrichter: Doris Korsman-Kaschmieder, Patricia Diez |
| 17. Juli 2025 12:20 Uhr |  |                |        |           | Jahrhunderthalle Schiedsrichter: Doris Korsman-Kaschmieder, Patricia Diez |

| 17. Juli 2025 12:45 Uhr |  | Deutschland | 6 – 19 | Spanien | Jahrhunderthalle Schiedsrichter: Pedro Vasquez, Susan Nyambura Ndichu |
| 17. Juli 2025 12:45 Uhr |  |             |        |         | Jahrhunderthalle Schiedsrichter: Pedro Vasquez, Susan Nyambura Ndichu |
| 17. Juli 2025 12:45 Uhr |  |             |        |         | Jahrhunderthalle Schiedsrichter: Pedro Vasquez, Susan Nyambura Ndichu |
| 17. Juli 2025 12:45 Uhr |  |             |        |         | Jahrhunderthalle Schiedsrichter: Pedro Vasquez, Susan Nyambura Ndichu |

| 17. Juli 2025 16:00 Uhr |  | Großbritannien | 9 – 16 | Spanien | Jahrhunderthalle Schiedsrichter: Veronica Restuccia, Pedro Vasquez |
| 17. Juli 2025 16:00 Uhr |  |                |        |         | Jahrhunderthalle Schiedsrichter: Veronica Restuccia, Pedro Vasquez |
| 17. Juli 2025 16:00 Uhr |  |                |        |         | Jahrhunderthalle Schiedsrichter: Veronica Restuccia, Pedro Vasquez |
| 17. Juli 2025 16:00 Uhr |  |                |        |         | Jahrhunderthalle Schiedsrichter: Veronica Restuccia, Pedro Vasquez |

| 17. Juli 2025 16:25 Uhr |  | Deutschland | 17 – 3 | Bulgarien | Jahrhunderthalle Schiedsrichter: Doris Korsman-Kaschmieder, Susan Nyambura Ndichu |
| 17. Juli 2025 16:25 Uhr |  |             |        |           | Jahrhunderthalle Schiedsrichter: Doris Korsman-Kaschmieder, Susan Nyambura Ndichu |
| 17. Juli 2025 16:25 Uhr |  |             |        |           | Jahrhunderthalle Schiedsrichter: Doris Korsman-Kaschmieder, Susan Nyambura Ndichu |
| 17. Juli 2025 16:25 Uhr |  |             |        |           | Jahrhunderthalle Schiedsrichter: Doris Korsman-Kaschmieder, Susan Nyambura Ndichu |

| 18. Juli 2025 13:10 Uhr |  | Großbritannien | 8 – 7 | Deutschland | Jahrhunderthalle Schiedsrichter: Pedro Vasquez, Susan Nyambura Ndichu |
| 18. Juli 2025 13:10 Uhr |  |                |       |             | Jahrhunderthalle Schiedsrichter: Pedro Vasquez, Susan Nyambura Ndichu |
| 18. Juli 2025 13:10 Uhr |  |                |       |             | Jahrhunderthalle Schiedsrichter: Pedro Vasquez, Susan Nyambura Ndichu |
| 18. Juli 2025 13:10 Uhr |  |                |       |             | Jahrhunderthalle Schiedsrichter: Pedro Vasquez, Susan Nyambura Ndichu |

| 18. Juli 2025 18:35 Uhr |  | Spanien | 1 – 15 | Bulgarien | Jahrhunderthalle Schiedsrichter: Doris Korsman-Kaschmieder, Susan Nyambura Ndichu |
| 18. Juli 2025 18:35 Uhr |  |         |        |           | Jahrhunderthalle Schiedsrichter: Doris Korsman-Kaschmieder, Susan Nyambura Ndichu |
| 18. Juli 2025 18:35 Uhr |  |         |        |           | Jahrhunderthalle Schiedsrichter: Doris Korsman-Kaschmieder, Susan Nyambura Ndichu |
| 18. Juli 2025 18:35 Uhr |  |         |        |           | Jahrhunderthalle Schiedsrichter: Doris Korsman-Kaschmieder, Susan Nyambura Ndichu |

### Finalrunde
|  | Viertelfinale | Viertelfinale  | Viertelfinale |  |  | Halbfinale | Halbfinale         | Halbfinale |    |                    | Finale          | Finale          | Finale          |
|  |               |                |               |  |  |            |                    |            |    |                    |                 |                 |                 |
|  |               |                |               |  |  |            |                    |            |    |                    |                 |                 |                 |
|  |               |                |               |  |  |            |                    |            |    |                    |                 |                 |                 |
|  |               |                |               |  |  | A1         | Vereinigte Staaten | 3          |    |                    |                 |                 |                 |
|  |               |                |               |  |  | B2         | Großbritannien     | 7          |    |                    |                 |                 |                 |
|  | B2            | Großbritannien | 18            |  |  |            |                    |            |    |                    |                 |                 |                 |
|  | A3            | Brasilien      | 10            |  |  | B2         | Großbritannien     | 8          |    |                    |                 |                 |                 |
|  |               |                |               |  |  |            | B1                 | Spanien    | 11 |                    |                 |                 |                 |
|  |               |                |               |  |  |            |                    |            |    |                    |                 |                 |                 |
|  |               |                |               |  |  | B1         | Spanien            | 17         |    |                    |                 |                 |                 |
|  |               |                |               |  |  | A2         | Japan              | 7          |    |                    | Spiel um Bronze | Spiel um Bronze | Spiel um Bronze |
|  | A2            | Japan          | 12            |  |  |            |                    |            | A1 | Vereinigte Staaten | 10              |                 |                 |
|  | B3            | Deutschland    | 11            |  |  | A2         | Japan              | 6          |    |                    |                 |                 |                 |

## Frauenturnier

### Vorrunde
| Platz | Nation             | Spiele | Siege | Ndlg. | Körbe |
| ----- | ------------------ | ------ | ----- | ----- | ----- |
| 1     | Spanien            | 3      | 3     | 0     | 42:22 |
| 2     | Deutschland        | 3      | 2     | 1     | 39:16 |
| 3     | Vereinigte Staaten | 3      | 1     | 2     | 31:21 |
| 4     | Brasilien          | 3      | 0     | 3     | 3:61  |

| 17. Juli 2025 13:10 Uhr |  | Vereinigte Staaten | 19 – 1 | Brasilien | Jahrhunderthalle Schiedsrichter: Pierre Charrier, Veronica Restuccia |
| 17. Juli 2025 13:10 Uhr |  |                    |        |           | Jahrhunderthalle Schiedsrichter: Pierre Charrier, Veronica Restuccia |
| 17. Juli 2025 13:10 Uhr |  |                    |        |           | Jahrhunderthalle Schiedsrichter: Pierre Charrier, Veronica Restuccia |
| 17. Juli 2025 13:10 Uhr |  |                    |        |           | Jahrhunderthalle Schiedsrichter: Pierre Charrier, Veronica Restuccia |

| 17. Juli 2025 13:35 Uhr |  | Spanien | 10 – 9 | Deutschland | Jahrhunderthalle Schiedsrichter: Pedro Vasquez, Susan Nyambura Ndichu |
| 17. Juli 2025 13:35 Uhr |  |         |        |             | Jahrhunderthalle Schiedsrichter: Pedro Vasquez, Susan Nyambura Ndichu |
| 17. Juli 2025 13:35 Uhr |  |         |        |             | Jahrhunderthalle Schiedsrichter: Pedro Vasquez, Susan Nyambura Ndichu |
| 17. Juli 2025 13:35 Uhr |  |         |        |             | Jahrhunderthalle Schiedsrichter: Pedro Vasquez, Susan Nyambura Ndichu |

| 17. Juli 2025 16:50 Uhr |  | Vereinigte Staaten | 6 – 9 | Deutschland | Jahrhunderthalle Schiedsrichter: Pierre Charrier, Patricia Diez |
| 17. Juli 2025 16:50 Uhr |  |                    |       |             | Jahrhunderthalle Schiedsrichter: Pierre Charrier, Patricia Diez |
| 17. Juli 2025 16:50 Uhr |  |                    |       |             | Jahrhunderthalle Schiedsrichter: Pierre Charrier, Patricia Diez |
| 17. Juli 2025 16:50 Uhr |  |                    |       |             | Jahrhunderthalle Schiedsrichter: Pierre Charrier, Patricia Diez |

| 18. Juli 2025 12:45 Uhr |  | Spanien | 21 – 2 | Brasilien | Jahrhunderthalle Schiedsrichter: Pierre Charrier, Veronica Restuccia |
| 18. Juli 2025 12:45 Uhr |  |         |        |           | Jahrhunderthalle Schiedsrichter: Pierre Charrier, Veronica Restuccia |
| 18. Juli 2025 12:45 Uhr |  |         |        |           | Jahrhunderthalle Schiedsrichter: Pierre Charrier, Veronica Restuccia |
| 18. Juli 2025 12:45 Uhr |  |         |        |           | Jahrhunderthalle Schiedsrichter: Pierre Charrier, Veronica Restuccia |

| 18. Juli 2025 17:45 Uhr |  | Vereinigte Staaten | 11 – 6 | Spanien | Jahrhunderthalle Schiedsrichter: Doris Korsman-Kaschmieder, Pedro Vasquez |
| 18. Juli 2025 17:45 Uhr |  |                    |        |         | Jahrhunderthalle Schiedsrichter: Doris Korsman-Kaschmieder, Pedro Vasquez |
| 18. Juli 2025 17:45 Uhr |  |                    |        |         | Jahrhunderthalle Schiedsrichter: Doris Korsman-Kaschmieder, Pedro Vasquez |
| 18. Juli 2025 17:45 Uhr |  |                    |        |         | Jahrhunderthalle Schiedsrichter: Doris Korsman-Kaschmieder, Pedro Vasquez |

| 18. Juli 2025 18:10 Uhr |  | Deutschland | 0 – 21 | Brasilien | Jahrhunderthalle Schiedsrichter: Veronica Restuccia, Patricia Diez |
| 18. Juli 2025 18:10 Uhr |  |             |        |           | Jahrhunderthalle Schiedsrichter: Veronica Restuccia, Patricia Diez |
| 18. Juli 2025 18:10 Uhr |  |             |        |           | Jahrhunderthalle Schiedsrichter: Veronica Restuccia, Patricia Diez |
| 18. Juli 2025 18:10 Uhr |  |             |        |           | Jahrhunderthalle Schiedsrichter: Veronica Restuccia, Patricia Diez |

### Finalrunde
|  | Halbfinale | Halbfinale         | Halbfinale |                  |  | Finale | Finale             | Finale |
|  |            |                    |            |                  |  |        |                    |        |
|  |            |                    |            |                  |  |        |                    |        |
|  | 1          | Spanien            | 20         |                  |  |        |                    |        |
|  | 4          | Brasilien          | 0          |                  |  | 1      | Spanien            | 11     |
|  |            |                    |            |                  |  | 2      | Deutschland        | 12     |
|  |            |                    |            |                  |  |        |                    |        |
|  |            |                    |            | Spiel um Platz 3 |  |        |                    |        |
|  | 2          | Deutschland        | 12         |                  |  |        |                    |        |
|  | 3          | Vereinigte Staaten | 4          |                  |  | 4      | Brasilien          | 3      |
|  |            |                    |            |                  |  | 3      | Vereinigte Staaten | 11     |
|  |            |                    |            |                  |  |        |                    |        |